# Municipio de Rapid River (Míchigan)
El municipio de Rapid River (en inglés: Rapid River Township) es un municipio ubicado en el condado de Kalkaska en el estado estadounidense de Míchigan. En el año 2010 tenía una población de 1145 habitantes y una densidad poblacional de 12,54 personas por km².

## Geografía
El municipio de Rapid River se encuentra ubicado en las coordenadas 44°49′2″N 85°9′13″O / 44.81722, -85.15361. Según la Oficina del Censo de los Estados Unidos, el municipio tiene una superficie total de 91.31 km², de la cual 90,99 km² corresponden a tierra firme y (0,35 %) 0,32 km² es agua.

## Demografía
Según el censo de 2010, había 1145 personas residiendo en el municipio de Rapid River. La densidad de población era de 12,54 hab./km². De los 1145 habitantes, el municipio de Rapid River estaba compuesto por el 94,41 % blancos, el 0,09 % eran afroamericanos, el 2,36 % eran amerindios, el 0,26 % eran asiáticos, el 0,52 % eran de otras razas y el 2,36 % eran de una mezcla de razas. Del total de la población el 1,92 % eran hispanos o latinos de cualquier raza.